# Поток Тоуњски
Поток Тоуњски је насељено место у општини Тоуњ, Карловачка жупанија, Република Хрватска.

## Историја
До територијалне реорганизације у Хрватској налазио се у саставу бивше велике општине Огулин.

## Становништво
Насеље је према попису становништва из 2011. године имало 71 становника.

### Број становника по пописима
| Националност   | 2001. | 1991. | 1981. | 1971. | 1961. | 1953. | 1948. | 1931. | 1921. | 1910. | 1900. | 1890. | 1880. | 1869. | 1857. |
| бр. становника | 88    | 151   | 210   | 293   | 426   | 518   | 553   | 478   | 504   | 546   | 571   | 528   | 465   | 483   | 406   |

- напомене:

До 1900. исказивано под именом Поток.